# Radio Warta
Radio Warta (do 2022: Radio Września) – miejska, regionalna rozgłośnia radiowa, należąca do Adama Goclika, działająca we Wrześni. Radio rozpoczęło emitować swój program 23 lutego 2015 na częstotliwości 93,7 MHz. Nadaje głównie muzykę (nie ma określonego profilu muzycznego) oraz aktualności.
We wrześniu 2016 Agencja Reklamowa Radia Września rozpoczęła również wydawanie bezpłatnego tygodnika informacyjnego pod tytułem „Gazeta Radio Września” (ISSN 2451-4594). Wydawanie czasopisma zostało zawieszone 8 lutego 2019.
10 lutego 2022 roku rozgłośnia uruchomiła nadajnik w Jarocinie, a 16 lutego nadajnik w Zaniemyślu.
21 listopada 2022 roku rozgłośnia zmieniła nazwę na Radio Warta.